# Alfonso López (boxeador)
Alfonso López (nacido el 8 de enero de 1953) es un ex boxeador profesional panameño que compitió de 1971 a 1985. Ocupó el título mundial Mosca de la AMB en 1976.

## Carrera Profesional
López boxeó profesionalmente de 1971 a 1985, su primera pelea fue el 5 de diciembre de 1971 donde venció a su compatriota Celso Pérez, acumulando un récord de 39 victorias, 18 derrotas y 2 empates (empates), 21 victorias y 8 derrotas por nocaut. Obtuvo victorias sobre Erbito Salavarria dos veces, incluida la victoria en el título mundial de peso mosca de la AMB con un nocaut en el decimoquinto asalto el 27 de febrero de 1976 en Manila, Shoji Oguma, futuro campeón mundial en múltiples ocasiones y miembro del salón de la fama. Hilario Zapata y Freddy Castillo en la ciudad natal de Castillo , Mérida, Yucatán, México. Su última pelea fue el 4 de mayo de 1985 en donde fue derrotado por el jamaicano Richard Clarke.

## Récord Profesional
| 39 Ganadas (21 knockouts), 18 Derrotas(8 knockouts), 2 Empates |         |                      |      |              |            |                                                         |                                                 |
| Res.                                                           | Récord  | Oponente             | Tipo | Round Tiempo | Fecha      | Lugar                                                   | Notas                                           |
| P                                                              | 39-18-2 | Richard Clarke       | UD   | 10 (10)      | 1985-05-04 | Puerto Príncipe, Haití                                  |                                                 |
| P                                                              | 39-17-2 | Greg Richardson      | UD   | 10 (10)      | 1984-11-13 | Tropicana Hotel & Casino, Atlantic City, Estados Unidos |                                                 |
| P                                                              | 39-16-2 | Germán Torres        | TKO  | 6 (10)       | 1984-04-12 | Gran Auditorio Olímpico, Los Ángeles, Estados Unidos    |                                                 |
| P                                                              | 39-15-2 | Félix Márquez        | UD   | 10 (10)      | 1984-03-02 | Frontón Jai Alai, Miami, Estados Unidos                 |                                                 |
| G                                                              | 39-14-2 | Alcides Morales      | MD   | 10 (10)      | 1983-12-09 | Frontón Jai Alai, Miami, Estados Unidos                 |                                                 |
| P                                                              | 38-14-2 | Sugar Baby Rojas     | UD   | 12 (12)      | 1983-07-29 | Frontón Jai Alai, Miami, Estados Unidos                 |                                                 |
| G                                                              | 38-13-2 | Roger Maynord        | KO   | 2 (10)       | 1983-05-14 | Gimnasio Nuevo Panamá, Juan Díaz, Panamá                |                                                 |
| G                                                              | 37-13-2 | Ernesto Sánchez      | UD   | 10 (10)      | 1983-04-16 | Gimnasio Neco de la Guardia, Ciudad de Panamá, Panamá   |                                                 |
| G                                                              | 36-13-2 | Wilfredo Padrón      | PTS  | 12 (12)      | 1983-01-28 | Frontón Jai Alai, Miami, Estados Unidos                 | Gana el título americano intercontinental Mosca |
| P                                                              | 35-13-2 | Sugar Baby Rojas     | PTS  | 10 (10)      | 1982-12-18 | Plaza Monumental, Cartagena, Colombia                   |                                                 |
| P                                                              | 35-12-2 | Chang Jung-koo       | KO   | 3 (10)       | 1981-12-26 | Jangchung Gymnasium, Seúl, Corea del Sur                |                                                 |
| P                                                              | 35-11-2 | Kim Hwan Jin         | MD   | 15 (15)      | 1981-10-11 | Chungmu Gymnasium, Daejeon, Corea del Sur               | Por el título mundial Minimosca AMB             |
| G                                                              | 35-10-2 | Melquiades Caballero | KO   | 3 (10)       | 1981-08-08 | Arena Panamá Al-Brown, Colón, Panamá                    |                                                 |
| G                                                              | 34-10-2 | Carlos Agrazal       | TKO  | 3 (10)       | 1981-06-19 | Gimnasio Nuevo Panamá, Juan Díaz, Panamá                |                                                 |
| E                                                              | 33-10-2 | Rubén Condori        | PTS  | 10 (10)      | 1981-04-16 | Salta, Argentina                                        |                                                 |
| G                                                              | 33-10-1 | Luis González        | KO   | 6 (10)       | 1981-02-14 | Gimnasio Nuevo Panamá, Juan Díaz, Panamá                |                                                 |
| G                                                              | 32-10-1 | Jovito Rengifo       | PTS  | 10 (10)      | 1980-12-01 | Nuevo Circo, Caracas, Venezuela                         |                                                 |
| P                                                              | 31-10-1 | Gustavo Ballas       | PTS  | 10 (10)      | 1980-11-22 | Luna Park, Buenos Aires, Argentina                      |                                                 |
| P                                                              | 31-9-1  | Charlie Magri        | PTS  | 10 (10)      | 1980-09-16 | Conference Centre, Wembley, Reino Unido                 |                                                 |
| G                                                              | 31-8-1  | Pedro Galaviz        | KO   | 8 (?)        | 1980-08-16 | Mérida, México                                          |                                                 |
| P                                                              | 30-8-1  | Jorge Manuel Vera    | PTS  | 10 (10)      | 1980-06-28 | Campeche, México                                        |                                                 |
| G                                                              | 30-7-1  | Freddy Castillo      | PTS  | 10 (10)      | 1980-04-26 | Mérida, México                                          |                                                 |
| P                                                              | 29-7-1  | Antonio Avelar       | TKO  | 5 (10)       | 1980-02-16 | Arena Coliseo, Ciudad de México, México                 |                                                 |
| E                                                              | 29-6-1  | Ramón Balbino Soria  | TD   | 3 (10)       | 1979-12-14 | Ciudad Mendoza, Argentina                               |                                                 |
| G                                                              | 29-6    | Luis Aguilar         | PTS  | 10 (10)      | 1979-06-30 | Gimnasio Neco de la Guardia, Ciudad de Panamá, Panamá   |                                                 |
| P                                                              | 28-6    | Yoko Gushiken        | KO   | 7 (15)       | 1979-04-08 | Kokugikan, Tokio, Japón                                 | Por el título mundial Minimosca AMB             |
| G                                                              | 28-5    | Orlando Rudas        | TKO  | 2 (12)       | 1979-02-03 | Arena de Colón, Colón, Panamá                           | Gana el título Minimosca CBPP                   |
| G                                                              | 27-5    | Hilario Zapata       | SD   | 12 (12)      | 1978-11-01 | Gimnasio Nuevo Panamá, Juan Díaz, Panamá                | Gana el título Fedelatin Minimosca AMB          |
| P                                                              | 26-5    | Martín Vargas        | TKO  | 1 (12)       | 1978-04-22 | Santiago, Chile                                         | Por el título Sudamericano Mosca                |
| P                                                              | 26-4    | Prudencio Cardona    | PTS  | 10 (10)      | 1978-03-10 | Cartagena, Colombia                                     |                                                 |
| P                                                              | 26-3    | Amado Ursúa          | TKO  | 7 (10)       | 1977-10-29 | Gimnasio Nuevo Panamá, Juan Díaz, Panamá                |                                                 |
| P                                                              | 26-2    | Guty Espadas         | PTS  | 10 (10)      | 1977-01-15 | Parque Carta Clara, Mérida, México                      | Por el título mundial Mosca AMB                 |
| G                                                              | 26-1    | Alex Guido           | PTS  | 10 (10)      | 1977-01-15 | Gimnasio Nuevo Panamá, Juan Díaz, Panamá                |                                                 |
| P                                                              | 25-1    | Guty Espadas         | TKO  | 13 (15)      | 1976-10-02 | Sports Arena, Los Ángeles, Estados Unidos               | Pierde el título mundial Mosca AMB              |
| G                                                              | 25-0    | Kenji Kato           | KO   | 2 (10)       | 1976-08-25 | Mérida, México                                          |                                                 |
| G                                                              | 24-0    | Shoji Oguma          | MD   | 15 (15)      | 1976-04-21 | Nihon University Auditorium, Japón                      | Retiene el título mundial Mosca AMB             |
| G                                                              | 23-0    | Erbito Salavarria    | TKO  | 15 (15)      | 1976-02-27 | Coliseo Smart Araneta, Ciudad Quezon, Filipinas         | Gana el título mundial Mosca AMB                |
| G                                                              | 22-0    | Juanito Herrera      | TKO  | 1 (10)       | 1975-08-23 | Gimnasio Nuevo Panamá, Juan Díaz, Panamá                |                                                 |
| G                                                              | 21-0    | Hilde Roche          | KO   | 2 (10)       | 1975-07-26 | Gimnasio Nuevo Panamá, Juan Díaz, Panamá                |                                                 |
| G                                                              | 20-0    | Eli Garcés           | KO   | 2 (10)       | 1975-05-17 | Gimnasio Nuevo Panamá, Juan Díaz, Panamá                |                                                 |
| G                                                              | 19-0    | Enrique Torres       | TKO  | 5 (10)       | 1975-03-08 | Gimnasio Nuevo Panamá, Juan Díaz, Panamá                |                                                 |
| G                                                              | 18-0    | Calixto Pérez        | UD   | 10 (10)      | 1975-02-01 | Gimnasio Nuevo Panamá, Juan Díaz, Panamá                |                                                 |
| G                                                              | 17-0    | Juan Villouta        | KO   | 1 (10)       | 1974-11-30 | Gimnasio Nuevo Panamá, Juan Díaz, Panamá                |                                                 |
| G                                                              | 16-0    | Edgardo Cuadrado     | TKO  | 7 (10)       | 1974-08-31 | Gimnasio Nuevo Panamá, Juan Díaz, Panamá                |                                                 |
| G                                                              | 15-0    | Erbito Salavarria    | UD   | 10 (10)      | 1974-06-29 | Gimnasio Nuevo Panamá, Juan Díaz, Panamá                |                                                 |
| G                                                              | 14-0    | Lorenzo Ramírez      | TKO  | 4 (10)       | 1974-05-04 | Gimnasio Neco de la Guardia, Ciudad de Panamá, Panamá   |                                                 |
| G                                                              | 13-0    | Julio Martínez       | KO   | 8 (10)       | 1974-02-16 | Gimnasio Nuevo Panamá, Juan Díaz, Panamá                |                                                 |
| G                                                              | 12-0    | Mario Montes         | TKO  | 10 (10)      | 1974-01-19 | Gimnasio Neco de la Guardia, Ciudad de Panamá, Panamá   |                                                 |
| G                                                              | 11-0    | Antonio Kiris        | UD   | 10 (10)      | 1973-12-05 | Gimnasio Nuevo Panamá, Juan Díaz, Panamá                |                                                 |
| G                                                              | 10-0    | Eduardo Parra        | TKO  | 2 (10)       | 1973-10-06 | Gimnasio Neco de la Guardia, Ciudad de Panamá, Panamá   |                                                 |
| G                                                              | 9-0     | Tranquita Brown      | UD   | 6 (6)        | 1973-07-21 | Gimnasio Neco de la Guardia, Ciudad de Panamá, Panamá   |                                                 |
| G                                                              | 8-0     | Máximo Figueroa      | TKO  | 2 (6)        | 1973-05-12 | Gimnasio Nuevo Panamá, Juan Díaz, Panamá                |                                                 |
| G                                                              | 7-0     | Tranquita Brown      | UD   | 8 (8)        | 1973-03-31 | Gimnasio Nuevo Panamá, Juan Díaz, Panamá                |                                                 |
| G                                                              | 6-0     | Ricardo Vega         | KO   | 4 (6)        | 1972-09-16 | Gimnasio Nuevo Panamá, Juan Díaz, Panamá                |                                                 |
| G                                                              | 5-0     | Baby San Blas III    | PTS  | 4 (4)        | 1972-07-29 | Gimnasio Nuevo Panamá, Juan Díaz, Panamá                |                                                 |
| G                                                              | 4-0     | Ramón Montenegro     | PTS  | 4 (4)        | 1972-04-15 | Gimnasio Nuevo Panamá, Juan Díaz, Panamá                |                                                 |
| G                                                              | 3-0     | Gabriel Ortega       | PTS  | 4 (4)        | 1972-02-05 | Gimnasio Nuevo Panamá, Juan Díaz, Panamá                |                                                 |
| G                                                              | 2-0     | Adriano Méndez       | KO   | 2 (4)        | 1972-01-15 | Gimnasio Nuevo Panamá, Juan Díaz, Panamá                |                                                 |
| G                                                              | 1-0     | Celso Pérez          | PTS  | 4 (4)        | 1971-12-05 | Gimnasio Escolar, David, Panamá                         |                                                 |